# Лорран Перейра де Соуза
Лорран Лукас Перейра де Соуза (порт. Lorran Lucas Pereira de Sousa; нар. 4 липня 2006, Ріо-де-Жанейро) — бразильський футболіст, атакувальний півзахисник клубу «Фламенгу».

## Клубна кар'єра
Вихованець «Фламенгу». Дебютував за основну команду клубу 13 січня 2023 в матчі Ліги Каріока проти «Аудакс Ріо». 25 січня 2023 року в матчі проти «Бангу» він забив свій перший гол у професійній кар'єрі.

## Кар'єра у збірній
Виступав за збірні Бразилії до 16 та до 17 років. У березні 2023 року Лоррана було обрано до складу збірної на юнацький чемпіонат Південної Америки до 17 років, який проходив в Еквадорі. Бразильці виграли цей турнір після перемоги над Аргентиною в останній день фінального етапу, здобувши 13-й титул у цій категорії. Це результат дозволив команді з Лорраном у жовтні того ж року поїхати на юнацький чемпіонат світу з футболу 2023 року, де бразильці дійшли до чвертьфіналу.

## Досягнення
- Володар Кубка Бразилії: 2024
- Чемпіон штату Ріо-де-Жанейро: 2024, 2025
- Переможець чемпіонату Південної Америки серед гравців до 17 років: 2023